# ホテリングの補題
ホテリングの補題（ホテリングのほだい、英: Hotelling's lemma）は、ミクロ経済学において財の供給量と生産者の最大利潤を関連付ける結果であり、ハロルド・ホテリングによって初めて示され、企業理論で広く用いられている。
具体的には、「最大化された利潤の価格上昇に対する増加率は、その財の純供給量に等しい」と述べる。言い換えれば、企業が利潤最大化のために行動する場合、その選択は最大利潤関数から復元できるということである。

## 形式的記述
{\displaystyle p} を変動価格、{\displaystyle w} を各投入要素の一定コストとする。{\displaystyle x:{\mathbb {R} ^{+}}\rightarrow X} を価格から実行可能な投入選択集合 {\displaystyle X\subset {\mathbb {R} ^{+}}} への写像とし、{\displaystyle f:{\mathbb {R} ^{+}}\rightarrow {\mathbb {R} ^{+}}} を生産関数、{\displaystyle y(p)\triangleq f(x(p))} を純供給とする。
最大利潤は次のように表される。
{\displaystyle \pi (p)=\max _{x}p\cdot y(p)-w\cdot x(p)}
このとき、利潤 {\displaystyle \pi } が {\displaystyle p} において微分可能ならば、利潤最大化された純供給は次式で与えられる。
{\displaystyle y^{*}(p)={\frac {d\pi (p)}{dp}}}

## 証明
この補題は包絡線定理の系である。
最大利潤は{\displaystyle \pi (p,x^{*})=p\cdot f(x^{*}(p))-w\cdot x^{*}(p)}ただし{\displaystyle x^{*}}と書き換えられ、ここで {\displaystyle x^{*}} は {\displaystyle y^{*}} に対応する利潤最大化投入である。最適性条件から、一次条件は次のようになる。
{\displaystyle x^{*}} において {\displaystyle p} で微分すると、
{\displaystyle {\frac {d\pi }{dp}}={\frac {\partial \pi }{\partial x}}{\bigg |}_{x=x^{*}}{\frac {\partial x}{\partial p}}+{\frac {\partial \pi }{\partial p}}={\frac {\partial \pi }{\partial p}}=f(x^{*}(p))=y^{*}(p)}
となり、証明が完了する。

## 応用例
次の例を考える。生産物 {\displaystyle y} の価格を {\displaystyle p}、投入物 {\displaystyle x_{1}} と {\displaystyle x_{2}} の価格をそれぞれ {\displaystyle w_{1}} と {\displaystyle w_{2}} とし、生産関数を {\displaystyle y=x_{1}^{1/3}x_{2}^{1/3}} とする。非最大化利潤関数は
{\displaystyle \pi (p,w_{1},w_{2},x_{1},x_{2})=py-w_{1}x_{1}-w_{2}x_{2}} である。
利潤最大化条件から、入力と出力価格の関数としての最大化利潤関数は
{\displaystyle \pi (p,w_{1},w_{2})={\frac {1}{27}}{\frac {p^{3}}{w_{1}w_{2}}}}
となる。
ホテリングの補題によれば、最大化利潤関数を価格で偏微分すれば利潤最大化された出力や投入が得られる。
{\displaystyle {\frac {\partial \pi (p,w_{1},w_{2})}{\partial p}}=y={\frac {1}{9}}{\frac {p^{2}}{w_{1}w_{2}}}}
{\displaystyle {\frac {\partial \pi (p,w_{1},w_{2})}{\partial w_{1}}}=-x_{1}=-{\frac {1}{27}}{\frac {p^{3}}{w_{1}^{2}w_{2}}}}
{\displaystyle {\frac {\partial \pi (p,w_{1},w_{2})}{\partial w_{2}}}=-x_{2}=-{\frac {1}{27}}{\frac {p^{3}}{w_{1}w_{2}^{2}}}}
ホテリングの補題が与えるのは純供給であり、出力に対しては正、投入に対しては負になる。これは、利潤は生産物価格が上昇すると増加し、投入価格が上昇すると減少するためである。

## 批判と実証的証拠
ホテリングの補題の経験的利用や応用に関しては、いくつかの批判がある。C・ロバート・テイラーは、ホテリングの補題の正確性は企業が利潤最大化行動を取っていること、すなわち利潤最大化された産出 {\displaystyle y^{*}} と費用最小化された投入 {\displaystyle x^{*}} を生産していることに依存すると指摘している。企業がこれらの最適点で生産していない場合、ホテリングの補題は成り立たない。